# The Twin
The Twin is een Finse psychologische horrorfilm uit 2022, geregisseerd door Taneli Mustonen.

## Verhaal
Na een tragisch ongeval, verhuist een gezin van New York naar een afgelegen gebied in Finland. Een van de tweeling van het gezin is eerder omgekomen bij een auto-ongeluk en het gedrag van de andere wordt steeds meer vreemder als hij in zijn nieuwe omgeving denkt dat hij zijn broer is.

## Rolverdeling
| Acteur          | Personage        |
| --------------- | ---------------- |
| Teresa Palmer   | Rachel           |
| Steven Cree     | Anthony          |
| Barbara Marten  | Helen            |
| Tristan Ruggeri | Elliot en Nathan |

## Productie
Op 2 maart 2021 werd Teresa Palmer gecast voor de vrouwelijke hoofdrol. De opnames begonnen op 18 maart 2021 in Finland en Estland en eindigde op 28 april 2021.

## Release
De film ging in première op 24 maart 2022 op het filmfestival Night Visions in Helsinki.

## Ontvangst
Op Rotten Tomatoes heeft The Twin een waarde van 44% en een gemiddelde score van 5,30/10, gebaseerd op 16 recensies. Op Metacritic heeft de film een gemiddelde score van 37/100, gebaseerd op 5 recensies.